# Phytodietus fuscus
Phytodietus fuscus är en stekelart som beskrevs av Loan 1981. Phytodietus fuscus ingår i släktet Phytodietus och familjen brokparasitsteklar. Inga underarter finns listade i Catalogue of Life.